# Округ Дејд (Џорџија)
Дејд (енгл. Dade County) је округ у америчкој савезној држави Џорџија.

## Демографија
По попису из 2010. године број становника је 16.633, што је 1.479 (9,8%) становника више него 2000. године.
| Група             | 2000.          | 2010.          |
| Белци             | 14.685 (96,9%) | 15.796 (95,0%) |
| Афроамериканци    | 96 (0,6%)      | 145 (0,9%)     |
| Азијати           | 58 (0,4%)      | 118 (0,7%)     |
| Хиспаноамериканци | 137 (0,9%)     | 292 (1,8%)     |
| Укупно            | 15.154         | 16.633         |